# Tina York
Tina York, de son vrai nom Monika Schwab, est une chanteuse de schlager allemande née le 29 avril 1954 à Bingen am Rhein.
Elle a une sœur qui s'appelle Marianne Rose-Marie Schwab, chanteuse allemande sous le nom d'artiste Mary Roos.

## Discographie

### Albums
- 1974 Wir lassen uns das Singen nicht verbieten
- 1977 Ich bring dir ein Ständchen
- 1979 Mein Weg zu dir
- 2001 Stationen von heute bis gestern
- 2005 Große Erfolge
- 2007 Ich träume mit dir

### Singles
- 1970 Oh Mama goodbye
- 1971 Papa ist dafür
- 1973 Wo die Sonne scheint
- 1974 Liechtensteiner Polka
- 1974 Wir lassen uns das Singen nicht verbieten
- 1975 Umarmst du mich, umarm' ich dich
- 1976 Das alte Haus
- 1976 Zwei junge Menschen
- 1976 Gib dem Glück eine Chance
- 1977 Ein Mann wie du
- 1977 Ein Adler kann nicht fliegen
- 1978 Wie ein Grashalm im Herbstwind
- 1978 Ein Lied für Maria
- 1979 Dieter
- 1979 Es gibt nicht nur einen Mann im Leben
- 1981 Ich bin da
- 1984 Little River
- 2000 Viel zu nah am Feuer'
- 2001 Tief in meinem Herz...
- 2002 Irgendwas ist immer
- 2003 Ich steh´ neben mir, steh´ ich neben Dir
- 2004 Wie kann ich von Dir träumen
- 2004 Woher soll ich heute wissen was ich morgen will
- 2004 Du bist Champagner für die Augen
- 2006 Manchmal darf man ja noch träumen
- 2006 Wenn ich schlaf bin ich ein Engel
- 2007 Warum gerade du
- 2007 Schöne Männer küsst man nicht
- 2007 Wieviel Liebe ist zuviel
- 2008 Irgendwie hab ich dich aus den Augen verlor´n